# 451 v. Chr.
Portal Geschichte | Portal Biografien | Aktuelle Ereignisse | Jahreskalender | Tagesartikel

◄ |
6. Jahrhundert v. Chr. |
5. Jahrhundert v. Chr. |
4. Jahrhundert v. Chr. |
►

◄ | 470er v. Chr. | 460er v. Chr. | 450er v. Chr. | 440er v. Chr. |
430er v. Chr. |
►

◄◄ | ◄ | 454 v. Chr. | 453 v. Chr. | 452 v. Chr. | 451 v. Chr. |
450 v. Chr. |
449 v. Chr. |
448 v. Chr. |
► |
►►

## Ereignisse
- In Rom nehmen die ersten Decemviri legibus scribundis unter der Leitung der beiden Konsuln Appius Claudius Crassus und Titus Genucius Augurinus ihre Tätigkeit auf.

- Um 451 v. Chr.: Der vor zehn Jahren durch Ostrakismus verbannte Kimon kehrt nach Athen zurück und handelt einen Waffenstillstand mit Sparta aus.

## Geboren
- um 451 v. Chr.: Alkibiades, athenischer Staatsmann, Redner und Feldherr